# La Rebel
La Rebel ist eine Ultrà-Gruppierung der Pumas de la UNAM, einer der drei großen Fußballmannschaften aus Mexiko-Stadt. Sie steht in dem Ruf, eine der lautstärksten und zugleich gefährlichsten Fangruppen Mexikos zu sein. 

## Geschichte

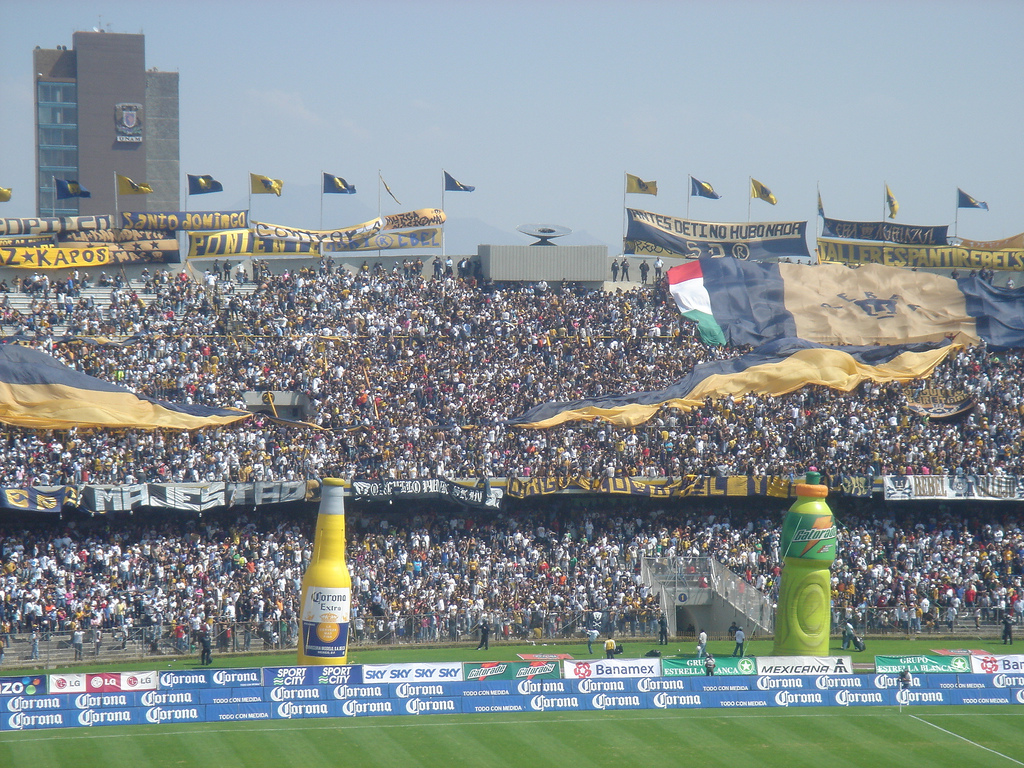
Fankurve der UNAM Pumas.

La Rebel entstand während eines am 18. Januar 1998 ausgetragenen Heimspiels der Pumas, das mit 3:1 gegen Atlético Celaya gewonnen wurde. An der Entstehung beteiligt waren zu einem großen Teil ehemalige Mitglieder der Fangruppe Porra Plus. 
Das Aufkommen der Rebel setzte neue, aber nicht immer erfreuliche, Maßstäbe im Hauptstadtfußball. Waren auch die Porra Plus gelegentlich für kleinere Scharmützel verantwortlich, so ist seit dem Bestehen der Rebel ein erhöhtes Gewaltpotenzial zu verzeichnen, das insbesondere in den Stadtderbys gegen den Club América zum Ausbruch kommt. Beide Vereine kommen aus dem Stadtbezirk Coyoacán und ihre Stadien liegen nur wenige Kilometer voneinander entfernt. Eine Tatsache, die ihre Rivalität umso intensiver macht. Gleichzeitig entstanden im Umfeld des Club América zwei große Ultrà-Gruppen, die sich die Namen La Monumental und Ritual del Kaoz gaben. Auch diese tragen einen Teil der Verantwortung für das gestiegene Gewaltaufkommen, wenngleich die Hauptverantwortung hierfür La Rebel angelastet wird. 
Der erste nennenswerte Zwischenfall ereignete sich 2001, als ein Fanbus des Club América in unmittelbarer Nähe des Estadio Olímpico Universitario angegriffen und zertrümmert wurde. 
Bereits am 18. Mai des folgenden Jahres kam es im Anschluss an den Clásico Capitalino, wie das Derby zwischen Pumas und Americanistas genannt wird, zu Straßenschlachten, in deren Verlauf rund 300 Personen verhaftet wurden. Die Pumas hatten zuvor im Halbfinalrückspiel um die mexikanische Fußballmeisterschaft gegen América mit 1:2 verloren und waren nach dem 0:0 im Hinspiel aus dem Rennen. Als die Americanistas das Stadion verließen, wurden sie von den Pumas-Fans angegriffen und es entwickelte sich eine der größten Massenschlägereien in der Geschichte des mexikanischen Fußballs. 
Der Clásico Capitalino war die erste als Hochrisikospiel eingestufte Begegnung der höchsten mexikanischen Spielklasse (später wurde unter anderem auch die Begegnung zwischen Atlas Guadalajara und dem Querétaro Fútbol Club in diese Kategorie aufgenommen, die in die Tragödie von Querétaro mündete); und obwohl sich die Anzahl der Polizeieinsatzkräfte im Umfeld der Derbys allein zwischen 2007 und 2010 um 50 Prozent (von zweitausend auf dreitausend) erhöht hat, kommt es immer wieder zu gewalttätigen Auseinandersetzungen der beiden Fanlager, die angeblich in der Mehrzahl der Fälle von Mitgliedern von La Rebel angezettelt werden.